# Treasure (film)
Treasure (niem. Treasure - Familie ist ein fremdes Land) – niemiecki komediodramat z 2024 roku w reżyserii Julii von Heinz i według scenariusza Julii von Heinz i Johna Questera, oparty na autobiograficznej powieści „Too Many Men” autorstwa Lily Brett. W rolach głównych wystąpili: Lena Dunham, Stephen Fry i Zbigniew Zamachowski.  

## Produkcja
Treasure jest trzecią częścią trylogii autorstwa von Heinz, nazywanej Aftermath (dosł. pokłosie), ukazującej wpływ Holocaustu na kolejne powojenne pokolenia. W skład trylogii wchodzą wcześniejsze filmy reżyserki: Podróż Hanny (2013) i A jutro cały świat (2020).   
Film powstawał pod roboczym tytułem Iron Box. Zdjęcia realizowano od 21 lutego do 28 kwietnia 2023 roku, m.in. w Berlinie, Saksonii-Anhalt (Halle), Turyngii, Łodzi i Oświęcimiu. Światowa premiera odbyła się 17 lutego 2024 podczas 74. Międzynarodowego Festiwalu Filmowego w Berlinie, zaś premiera kinowa 12 września 2024 w Niemczech.  

## Fabuła
Film stanowi ekranizację powieści „Too Many Men” Lily Brett. Akcja filmu rozgrywa się w 1990 roku, tuż po upadku muru berlińskiego. Głównymi bohaterami filmu są: Ruth Rothwax (Lena Dunham), bizneswoman z Nowego Jorku, która zabiera swojego pochodzącego z Łodzi ojca, Edka (Stephen Fry), do Polski, pragnąc poznać swoje żydowskie korzenie. Ocalały z Holocaustu Edek nieufnie podchodzi do Polaków ze względu na traumatyczne wspomnienia i pamięć o pogromie kieleckim. Chcąc odwrócić uwagę od swoich lęków, zaprzyjaźnia się z poznanymi Polakami: taksówkarzem Stefanem (Zbigniew Zamachowski) oraz tłumaczami z języka polskiego na angielski, Zofią (Iwona Bielska) i Karoliną (Maria Mamona).

## Obsada
- Lena Dunham – Ruth Rothwax
- Stephen Fry – Edek Rothwax
- Zbigniew Zamachowski – Stefan
- Iwona Bielska – Zofia
- Maria Mamona – Karolina
- Wenanty Nosul – Antoni Ulicz
- Klara Bielawka – Irena Ulicz
- Magdalena Celówna-Janikowska – Zuzanna Ulicz
- Tomasz Włosok – Tadeusz
- Sandra Drzymalska – Anna
- Sławomira Łozińska – Gosia
- Robert Besta(inne języki)– Menadżer hotelu w Krakowie
- Ralph Kaminski – Szymek
- Karolina Kominek – Sprzedawczyni
- Magdalena Smalara – Recepcjonistka w hotelu w Warszawie
- André Hennicke – Bernd Seifert
- Petra Zieser(inne języki) – Ingrid Seifert
- Oliver Ewy(inne języki) – Boy hotelowy w Warszawie
- Victor Pape-Thies – Bagażowy w hotelu w Krakowie
- Tomek Nowicki(inne języki) – Marek
- Izabela Gwizdak – Renia
- Adam Venhaus(inne języki) – Jerzy
- David Krzysteczko – Michał
- Oliver Polak(inne języki) – Prowadzący galę Miss Polonia
- Ignacy Matuszewski – Pianista w hotelu w Łodzi
- Boris Izvarin – Śpiewający pianista w hotelu w Krakowie
- Annetta Chiantone – Kelnerka w hotelu w Łodzi[12][13]

## Nominacje i nagrody
- Friedenspreis des Deutschen Films – Die Brücke(inne języki) (2024)
- FilmArtFestival Mecklenburg-Pomerania(inne języki) (2024)
  - Nagroda Publiczności
  - Nagroda Dyrektora Norddeutscher Rundfunk[8]
  - Najlepszy film fabularny – nominacja[4]
- Festival des Deutschen Films(inne języki) (2024) – nagroda publiczności –nominacja
- Bawarska Nagroda Filmowa(inne języki) (2025) – najlepszy film – nominacja[4]